# Gieters (Giethoorn)
Het Gieters is een variant van het Nedersaksisch dat in Giethoorn gesproken wordt. Het behoort tot het Stellingwerfs.
Door vervening is het Gieters in het verleden geëxporteerd naar andere plaatsen. In de 18e en 19e eeuw trokken veel Gietersen naar de laagveengebieden rondom Heerenveen. Zij namen hun taal, eveneens Gieters (Gietersk) geheten, mee. Hierdoor verwaterde de taalgrens, de Kuinder, en ontstonden Nedersaksischtalige gemeenschappen in Friestalig gebied. Pas in 2011 stierf de laatste spreker van het Tjalberters, een variant van het Gieters in Friesland, in Luinjeberd.

## Invloed op het Westerlauwers Fries
De Friese stijgende diftongen ''uo'', [ṷo] en ''oa'', [ṷa] na de medeklinkers b, p, f en m worden uitgesproken als ''ja'', [ja] en ''jo'', [jo] in delen van het Woudfriese gebied. ''boartsje'' klinkt daardoor als ''bjatsje'' en ''fuotten'' als ''fjotten.'' Dit gebeurt echter niet bij elk woord met deze stijgende diftongen en de daaropvolgende vier medeklinkers. Het komt ook niet in het gehele Woudfriese gebied voor. Het fenomeen komt met name voor in de laagveenstreek. Deze ontwikkeling komt waarschijnlijk door Stellingwerfs Nedersaksischtalige verveners (Gietersen) die overschakelden van het Nedersaksisch op het Fries. Een andere invloed is onder andere de uitspraak van oa in skoalle als [ʋa] en niet als [ṷa]. Daarnaast is de woordenschat eveneens beïnvloed.